# Reprezentacja Litwy w futsalu mężczyzn
Reprezentacja Litwy w futsalu – zespół futsalowy, biorący udział w imieniu Litwy w meczach i sportowych imprezach międzynarodowych, powoływany przez selekcjonera, w którym mogą występować wyłącznie zawodnicy posiadający obywatelstwo litewskie. Za jego funkcjonowanie odpowiedzialny jest Lietuvos futbolo federacija.
Litwa zadebiutowała na mistrzostwach świata w 2021 roku jako gospodarz turnieju. 

## Udział w mistrzostwach świata
- 2000 – Nie zakwalifikowała się
- 2004 – Nie zakwalifikowała się
- 2008 – Nie zakwalifikowała się
- 2012 – Nie zakwalifikowała się
- 2016 – Nie zakwalifikowała się
- 2021 – Faza grupowa
- 2024 – Nie zakwalifikowała się

## Udział w mistrzostwach Europy
- 2001 – Nie zakwalifikowała się
- 2003 – Nie zakwalifikowała się
- 2005 – Nie zakwalifikowała się
- 2007 – Nie zakwalifikowała się
- 2010 – Nie zakwalifikowała się
- 2012 – Nie zakwalifikowała się
- 2014 – Nie zakwalifikowała się
- 2016 – Nie zakwalifikowała się
- 2018  – Nie zakwalifikowała się
- 2022 – Nie zakwalifikowała się
- / 2026 – Współgospodarz